# Robbie Robertson
Robbie Robertson, OC (jako; Jaime Royal Robertson; 5. července 1943 Toronto, Ontario, Kanada – 9. srpna 2023 Los Angeles, Kalifornie) byl kanadský zpěvák, kytarista, skladatel, producent a herec. Byl zakládajícím členem skupiny The Band. V žebříčku 100 nejlepších kytaristů všech dob časopisu Rolling Stone se umístil na 78. místě.
Zemřel 9. srpna 2023 v Los Angeles ve věku 80 let, po dlouhé nemoci s rakovinou prostaty.

## Diskografie

### Sólová
- 1987 – Robbie Robertson
- 1991 – Storyville
- 1994 – Music for The Native Americans
- 1998 – Contact from the Underworld of Redboy
- 2011 – How to Become Clairvoyant[3]
- 2019 – Sinematic